# Marcelo Méndez

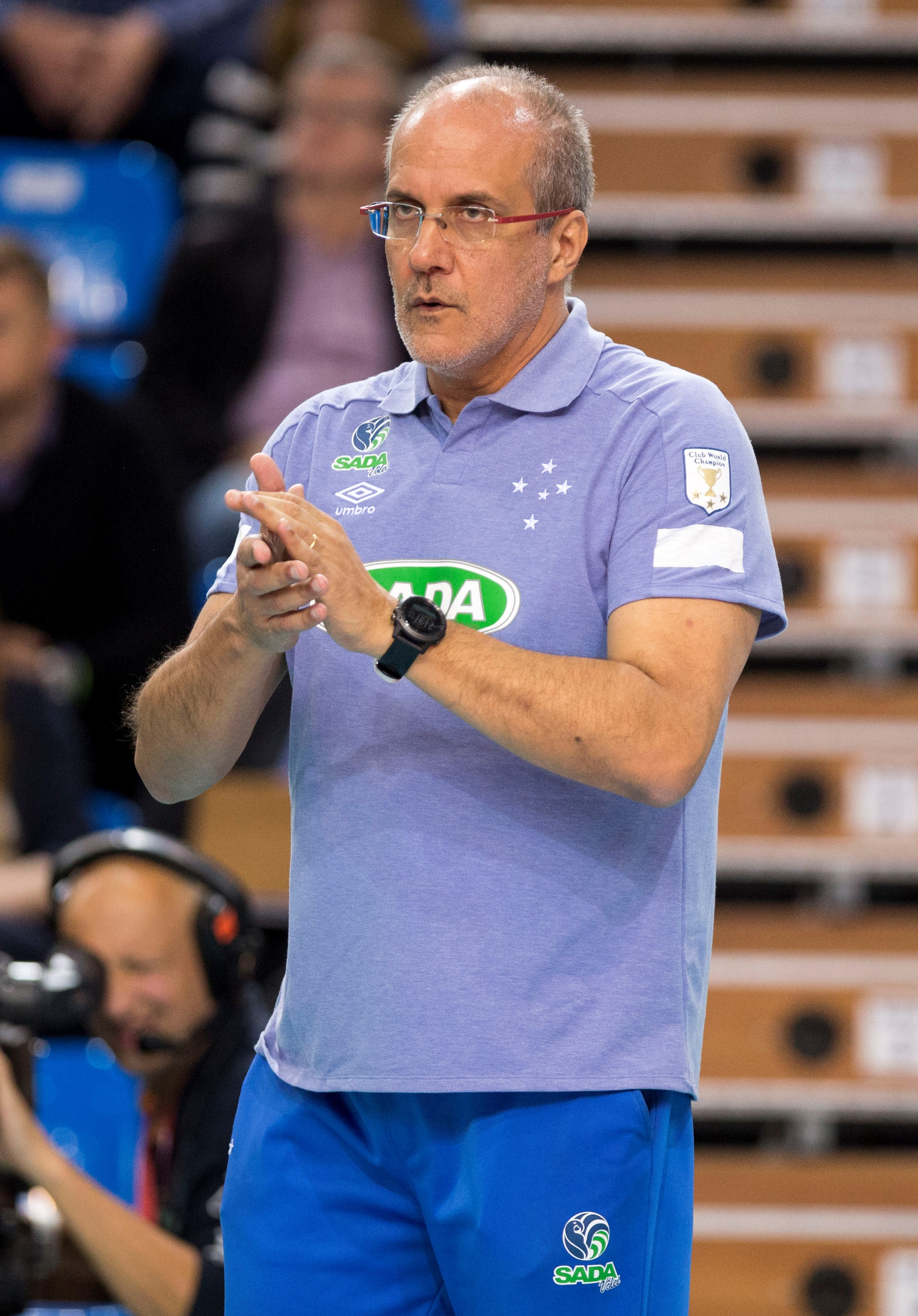
Marcelo Méndez trenerem Sady Cruzeiro Vôlei

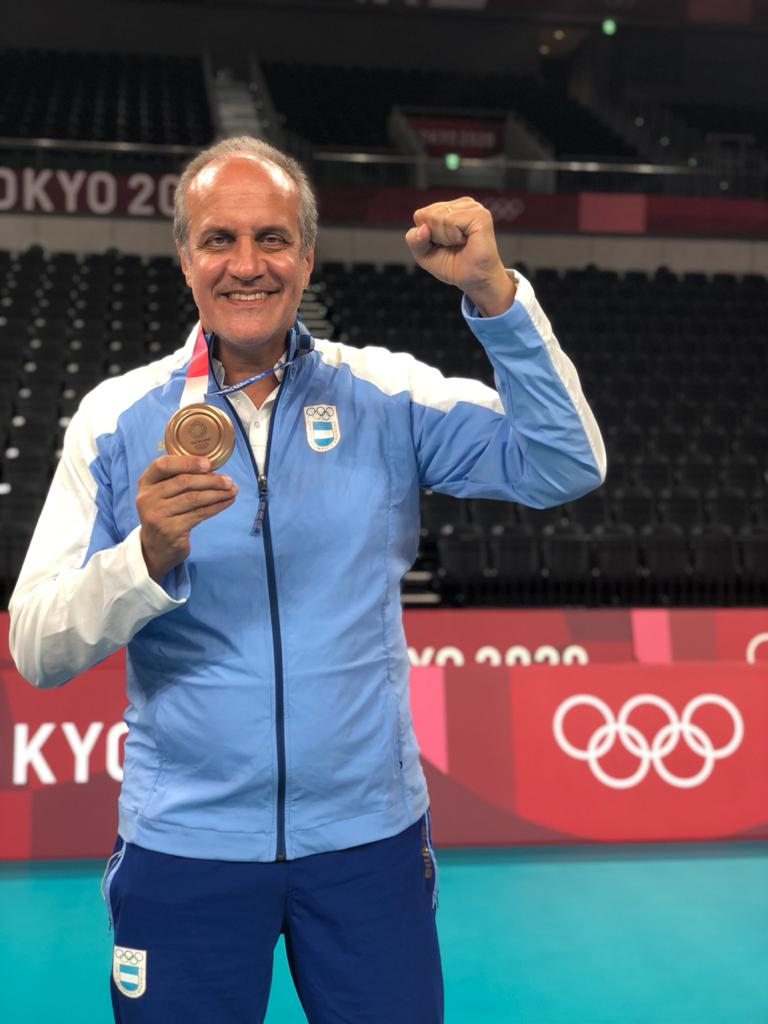
Marcelo Méndez wygrywa wraz z reprezentacją Argentyny w 2021 roku brązowy medal na Igrzyskach Olimpijskich w Tokio

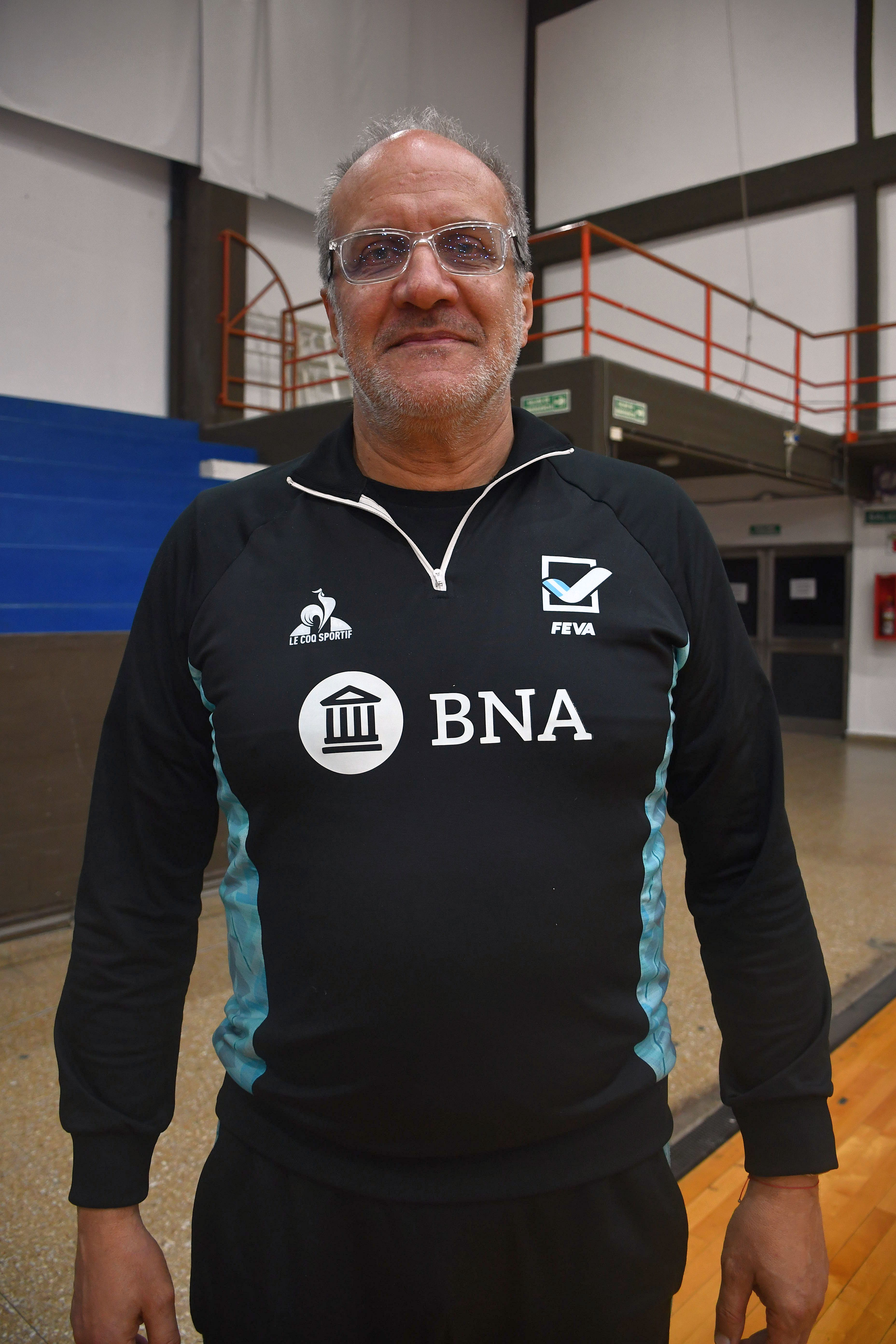
Marcelo Méndez trenerem reprezentacji Argentyny w 2024 roku

Marcelo Rodolfo Mendez (ur. 20 czerwca 1964 roku w Buenos Aires) – argentyński trener piłki siatkowej.
Jego syn Nicolás gra zawodowo w siatkówkę. Drugi syn Juan karierę siatkarską zakończył w wieku 25 lat. Następnie pracował jako statystyk i asystent trenera w klubach i reprezentacji Argentyny u swojego ojca.
Lubi muzykę. Jako młody chłopak grał na gitarze w domu. Gdy był w Polsce zaczął grać na saksofonie. Jego klub CA River Plate w finałowej rywalizacji w sezonie 1998/1999 przegrywał w serii 0:2. Wtedy jego za ledwie 6-letni syn Nicolás w szpitalu miał poważne problemy z oddychaniem. Gdy jego stan zdrowia się poprawiał, drużyna CA River Plate wygrała kolejne 3 mecze i została mistrzem Argentyny.
Podczas Gali Polskiej Ligi Siatkówki 2023 został Trenerem Sezonu 2022/2023 PlusLigi.

## Kariera trenerska
Był trenerem CA River Plate, z którym wygrał w 1999 roku Mistrzostwo Argentyny. Następnie trenował Drac Palma, z którym trzykrotnie został Mistrzem Hiszpanii w lidze oraz wygrał jeden raz Puchar Króla Hiszpanii. Dwukrotnie w europejskich pucharach był na drugim miejscu w Pucharze Top Teams i Pucharze CEV (ten ostatni jako asystent). Był także trenerem brazylijskiego klubu Montes Claros/Funadem, z którym wygrał Mistrzostwa Mineiro. W tym samym roku przeniósł się do Sady Cruzeiro Vôlei, z którą trzykrotnie wygrał Klubowe Mistrzostwa Świata. Reprezentacje Hiszpanii objął po Mistrzostwach Europy 2007, gdzie trenerem do tego czasu był Włoch Andrea Anastasi. Hiszpanie z argentyńskim trenerem zajęli 5. miejsce w Pucharze Świata 2007. W 2016 roku kandydował na selekcjonera reprezentacji Polski w miejsce Stéphane'a Antigi, lecz przegrał z Włochem Ferdinando De Giorgim. W 2017, kiedy to PZPS postanowił zwolnić wcześniej wymienionego Fefe, ponownie ubiegał się o posadę trenera Polaków, lecz znów został pokonany tym razem przez Belga Vitala Heynena. 20 maja 2018 roku został ogłoszony trenerem  reprezentacji Argentyny po Julio Velasco.

## Przebieg kariery
| Kariera siatkarska        | Kariera siatkarska            | Kariera siatkarska | Kariera siatkarska | Kariera siatkarska | Kariera siatkarska | Kariera siatkarska | Kariera siatkarska | Kariera siatkarska | Kariera siatkarska | Kariera siatkarska |
| Lata                      | Drużyna                       |                    |                    |                    |                    |                    |                    |                    |                    |                    |
| ------------------------- | ----------------------------- | ------------------ | ------------------ | ------------------ | ------------------ | ------------------ | ------------------ | ------------------ | ------------------ | ------------------ |
| 1981–1988                 | CA River Plate                |                    |                    |                    |                    |                    |                    |                    |                    |                    |
| 1988–1990                 | Club Sociedad Fiat Ammauto    |                    |                    |                    |                    |                    |                    |                    |                    |                    |
| 1990–1991                 | Polisportiva Jonica           |                    |                    |                    |                    |                    |                    |                    |                    |                    |
| 1991–1992                 | CA River Plate                |                    |                    |                    |                    |                    |                    |                    |                    |                    |
| Kariera trenerska         |                               |                    |                    |                    |                    |                    |                    |                    |                    |                    |
| Lata                      | Drużyna                       |                    |                    |                    |                    |                    |                    |                    |                    |                    |
| 1992–2004                 | CA River Plate                |                    |                    |                    |                    |                    |                    |                    |                    |                    |
| 2004–2005                 | Drac Palma (asystent trenera) |                    |                    |                    |                    |                    |                    |                    |                    |                    |
| 2005–2009                 | Drac Palma                    |                    |                    |                    |                    |                    |                    |                    |                    |                    |
| 2007–2008                 | Hiszpania                     |                    |                    |                    |                    |                    |                    |                    |                    |                    |
| 2009 (do 11.2009)         | Montes Claros/Funadem         |                    |                    |                    |                    |                    |                    |                    |                    |                    |
| 2009–2021 (od 11.2009)    | Sada Cruzeiro Vôlei           |                    |                    |                    |                    |                    |                    |                    |                    |                    |
| 2018–                     | Argentyna                     |                    |                    |                    |                    |                    |                    |                    |                    |                    |
| 2021–2022 (od 28.12.2021) | Asseco Resovia Rzeszów        |                    |                    |                    |                    |                    |                    |                    |                    |                    |
| 2022–2025                 | Jastrzębski Węgiel            |                    |                    |                    |                    |                    |                    |                    |                    |                    |
| 2025–                     | Itas Trentino                 |                    |                    |                    |                    |                    |                    |                    |                    |                    |

## Jako siatkarz

### Sukcesy klubowe
Mistrzostwo Argentyny:
- 1988

## Jako trener

### Sukcesy klubowe i reprezentacyjne
| Klub/Reprezentacja  | Osiągnięcie                             | Trofeum               | Rok                                                      |
| CA River Plate      | Mistrzostwo Argentyny                   | złoto                 | 1999                                                     |
| Drac Palma          | Puchar CEV                              | srebro                | 2005                                                     |
| Drac Palma          | Mistrzostwo Hiszpanii                   | złoto · srebro · brąz | 2006, 2007, 2008 2005 2009                               |
| Drac Palma          | Superpuchar Hiszpanii                   | złoto                 | 2005, 2007, 2008                                         |
| Drac Palma          | Puchar Top Teams                        | srebro                | 2006                                                     |
| Drac Palma          | Puchar Króla Hiszpanii                  | złoto                 | 2006                                                     |
| Sada Cruzeiro Vôlei | Klubowe Mistrzostwa Ameryki Południowej | złoto · srebro        | 2012, 2014, 2016, 2017, 2018, 2019, 2020 2015            |
| Sada Cruzeiro Vôlei | Mistrzostwo Brazylii                    | złoto · srebro · brąz | 2012, 2014, 2015, 2016, 2017, 2018 2010, 2011, 2013 2019 |
| Sada Cruzeiro Vôlei | Klubowe Mistrzostwa Świata              | złoto · srebro · brąz | 2013, 2015, 2016 2012, 2019 2017                         |
| Sada Cruzeiro Vôlei | Puchar Brazylii                         | złoto                 | 2014, 2016, 2018, 2019, 2020, 2021                       |
| Sada Cruzeiro Vôlei | Superpuchar Brazylii                    | złoto                 | 2015, 2016, 2017                                         |
| Argentyna           | Mistrzostwa Ameryki Południowej         | złoto · srebro        | 2023 2019, 2021                                          |
| Argentyna           | Igrzyska Olimpijskie                    | brąz                  | 2020                                                     |
| Jastrzębski Węgiel  | Superpuchar Polski                      | złoto                 | 2022                                                     |
| Jastrzębski Węgiel  | Mistrzostwo Polski                      | złoto                 | 2023, 2024                                               |
| Jastrzębski Węgiel  | Liga Mistrzów                           | srebro · brąz         | 2023, 2024 2025                                          |
| Jastrzębski Węgiel  | Puchar Polski                           | złoto                 | 2025                                                     |